# Левая оппозиция в РКП(б) и ВКП(б)
«Ле́вая оппози́ция» — условное название политического течения внутри РКП(б) и ВКП(б) в 1920-е годы. В разное время наиболее известными её представителями были Лев Троцкий, Евгений Преображенский, Тимофей Сапронов, Карл Радек, Леонид Серебряков, Иван Смирнов, Христиан Раковский, Лев Сосновский, Александр Воронский, недолгое время — Григорий Зиновьев, Лев Каменев, Надежда Крупская.

## «Заявление сорока шести» и «Новый курс»: дискуссия октября 1923 — января 1924 года
Левая оппозиция начала оформляться в ходе внутрипартийной борьбы в период болезни Ленина и особенно после его смерти в январе 1924 года. Линия борьбы проходила между Троцким и его сторонниками, в том числе подписавшимися в октябре 1923 года под «Заявлением сорока шести» с одной стороны, и триумвиратом в составе Зиновьева, Сталина и Каменева и их сторонниками с другой. Подписей многих известных сторонников Троцкого — Христиана Раковского, Карла Радека, Николая Крестинского, Адольфа Иоффе и других — под «Заявлением» нет, при этом как в составлении документа, так и в оппозиции в целом важную роль играли бывшие «децисты», в частности Владимир Смирнов и Тимофей Сапронов, в 1926 году образовавшие самостоятельную группу. Левая оппозиция в 1923—1924 годы не была ни «троцкистской», ни «фракционной» организацией. В новейшей литературе высказывается мнение, что «оппозиция в широком смысле представляла собой внутрипартийную тенденцию, сторонников которой ситуационно объединяло критическое отношение к политике партии и поддержка более решительной „демократизации“ внутрипартийного режима».

### XII съезд РКП(б)
Ещё весной 1923 года, накануне XII съезда РКП(б) в партии распространялся анонимный документ под названием «Современное положение РКП и задачи пролетарского коммунистического авангарда», авторство которого Г. Зиновьев, выступавший на съезде с политическим отчётом ЦК, приписывал бывшим членам группы «демократического централизма», поскольку многие его идеи в разное время высказывались «децистами», в частности идея «строгого расчленения партийной и советской работы». Документ призывал «добиваться отмены постановлений, запрещающих внутрипартийные группировки, и прекращения гонений на товарищей, выступающих коллективно по партийным и советским вопросам», поскольку, считали авторы, «без права коллективных выступлений нет и не может быть критики и дискуссии», а «поддержание „единства партии“ путём механического давления означает на деле диктатуру определённой группы и образование в партии ряда нелегальных группировок, то есть глубочайший подрыв внутреннего единства, моральное разложение и идейное умерщвление». В документе предлагалось «открыть действительно широкий беспрепятственный доступ беспартийных на все советские должности, в том числе выборные», с тем чтобы «уничтожить монополию коммунистов на ответственные места, лишить партбилет значения патента и тем ослабить засорение партии карьеристами и развитие карьеризма, приспособленчества, обывательщины в рядах партии». Многие положения документа были созвучны и тем идеям, которые на протяжении последнего года — на XII съезде и в своих письмах в ЦК — высказывал Л. Троцкий. Авторы документа определённо сочувствовали ему и призывали съезд удалить от руководства «одного-двух наиболее фракционно настроенных (наиболее разложивших партийную среду, наиболее способствовавших развитию бюрократизма под прикрытием лицемерных фраз) ответственных работников господствующей группы: Зиновьева, Сталина, Каменева». Подозрения Зиновьева оправдали выступления некоторых бывших «децистов» на самом съезде, прежде всего Владимира Косиора и Валериана Осинского, по поводу ужесточения внутрипартийного режима. В. Косиор, в частности, напомнил, что резолюция X съезда «О единстве партии», запретившая фракции и группировки, носила чрезвычайный характер, но этот «исключительный закон» возведён большинством Политбюро в систему управления партией, под фракционность и групповщину подводится любая критика в адрес ЦК.

### Осенняя дискуссия
Начиная с середины 1923 года советская экономика находилась в глубоком кризисе, связанном с резким увеличением цен на промышленные товары, в то время как рост цен на продовольственные оставался незначительным (в терминологии Троцкого, ножницы цен). Это привело к многочисленным забастовкам по всей стране. 8 октября 1923 года Троцкий направил письмо членам Центрального комитета и Центральной контрольной комиссии РКП(б), в котором писал о необходимости введения планового хозяйства и начала индустриализации. Троцкий указывал на узурпацию Политбюро РКП(б) права на решение хозяйственных вопросов, что непосредственно связано с отсутствием внутрипартийной демократии. Это, по его мнению, приводило к принятию необдуманных решений, заложивших основы экономического кризиса.
15 октября 1923 года 46 советских и партийных работников, старых членов РКП(б), подписали обращение в Политбюро ЦК РКП(б), вошедшее в историю как «Заявление сорока шести». С этого письма фактически началась история Левой оппозиции внутри коммунистической партии. В Заявлении говорилось об установлении в партии режима фракционной диктатуры, о подавлении любого инакомыслия под благовидным предлогом сохранения единства партии и о том, что самонадеянные узурпаторы не могут, как это доказал кризис, «свести концы с концами в экономической области». Октябрьский пленум ЦК и ЦКК РКП(б), однако, осудил это выступление.
Тем не менее под давлением «партийных низов», где независимо от высокопоставленных оппозиционеров уже давно складывались оппозиционные группировки («Рабочая группа РКП(б)», группа «Рабочая Правда» и др.), правящая фракция оказалась вынуждена открыть дискуссию о внутрипартийной демократии (открыла её статья Зиновьева «Новые задачи партии», 7 ноября). В газете «Правда», редактором которой тогда был Бухарин, публиковались статьи как сторонников большинства ЦК, так и представителей оппозиции, но редакционная политика резко изменилась к середине декабря.

### «Новый курс»
Как думает лечить Сапронов недочёты нашей внутрипартийной жизни? Его лекарство такое же простое, как и диагноз. «Пересмотреть наш офицерский состав», снять с постов нынешних работников — таково средство Сапронова… В рядах оппозиции имеются такие, как Белобородов, «демократизм» которого до сих пор остался в памяти у ростовских рабочих; Розенгольц, от «демократизма» которого не поздоровилось нашим водникам и железнодорожникам; Пятаков, от «демократизма» которого не кричал, а выл весь Донбасс; Альский, «демократизм» которого всем известен; Бык, от «демократизма» которого до сих пор воет Хорезм. Думает ли Сапронов, что если нынешних «партийных педантов» сменят поименованные выше «уважаемые товарищи», демократия внутри партии восторжествует? Да будет мне позволено несколько усомниться в этом.
5 декабря 1923 года на общем собрании Политбюро ЦК и Президиума ЦКК партии была принята резолюция «О партстроительстве», повторяющая многие положения «Заявления сорока шести» и октябрьского письма Троцкого. «В резолюции указывалось на необходимость установления режима рабочей демократии, под которым понималась свобода открытого обсуждения всеми членами партии важнейших вопросов партийной жизни, а также выборность должностных лиц и коллегий снизу доверху». Резолюция может рассматриваться как компромисс между противостоящими группами, но обе стороны быстро пришли к мнению, что это не остановит политический конфликт. В декабре 1923 года Троцкий опубликовал в «Правде» цикл статей под названием «Новый курс», в которых пытался объяснить своим оппонентам, что внутрипартийная демократия — это необходимое условие сохранения пролетарского характера партии, связи партийных «верхов» с партийными «низами» и избежания дорогостоящих ошибок как в политической, так и в экономической сфере. Слова Троцкого о том, что молодёжь является «вернейшим барометром партии», вызвали резкую критику со стороны девяти ленинградских комсомольцев, обвинение в противопоставлении двух поколений, натравливании молодёжи на «стариков» (статья «К вопросу о двух поколениях», опубликованная в «Правде» в начале января 1924 года). В ответ восемь известных комсомольских работников — членов партии, в их числе поэт Александр Безыменский, написали заявление в поддержку Троцкого, позже опубликованное Троцким в приложениях к «Новому курсу». (В своих воспоминаниях Никита Хрущёв называет этот документ «декларацией 93 комсомольцев», — по-видимому, столько подписей было под ним собрано, хотя сам документ не обнаружен). Упрекнув оппонентов в «навязывании тов. Троцкому никогда им не защищавшейся точки зрения», авторы заявления вместе с тем напомнили слова Ленина: «Если мы будем работать не слишком торопливо, то через несколько лет у нас будет масса молодых людей, способных в корне изменить наш аппарат».
На партийных собраниях шли дискуссии и принимались резолюции — в поддержку ЦК или против (но крайне редко с формулировкой «за оппозицию»). «Правда» публиковала разрозненные сообщения с мест, которые свидетельствовали о поддержке «большинства ЦК», но точные итоги так и не были подведены ни тогда, ни после. В Москве, от исхода борьбы в которой во многом зависел общий исход, оппозиция получила около трети голосов. Однако уровень поддержки оппозиции в разных регионах был неравномерным и в целом оппозиционеры не оспаривали результатом своего поражения в большинстве партийных организаций.
Прошедшая 16-18 января 1924 года XIII партийная конференция осудила взгляды Троцкого, Преображенского, Пятакова, Радека и других членов оппозиции. Они были обвинены во фракционности и нарушении резолюции X съезда РКП(б) «О единстве партии», а также в «меньшевистском уклоне». За редкими исключениями оппозиционеры подчинились решению большинства партии. Смерть Ленина 21 января 1924 г. также усилила капитулянтские настроения среди оппозиции.
На состоявшемся в мае 1924 года XIII партийном съезде оппозиционеры, к тому времени повсеместно разгромленные, подверглись всесторонней критике. Преображенский и Троцкий безуспешно пытались оспорить обвинения в адрес оппозиции. Оппозиция также была осуждена V конгрессом Коминтерна.

## «Литературная дискуссия»: октябрь — декабрь 1924 года

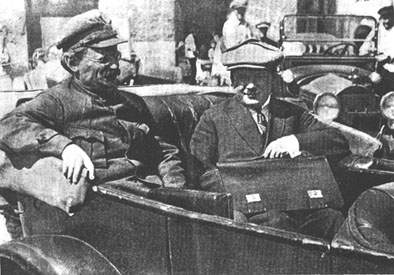
Лидеры Левой оппозиции Лев Троцкий и Леонид Серебряков (1925)

События октября — декабря 1924 года между Троцким и его противниками известны также под именем «Литературной дискуссии». Осенью 1924 года Троцкий опубликовал статью «Уроки Октября», вышедшую в качестве предисловия к третьему тому его собрания сочинений. В статье Троцкий описал историю разногласий внутри большевистской партии в дооктябрьский период 1917 года. В ответ на неё в «Правде» вышла статья Бухарина «Как не нужно писать историю Октября (по поводу выхода книги т. Троцкого „1917“)», за которыми последовали аналогичные статьи Зиновьева, Каменева, Сталина, Сокольникова и других.
В конце января 1925 года состоялся пленум ЦК и ЦКК РКП(б), который подвёл итоги «Литературной дискуссии». Статья была признана извращением истории большевизма и Октябрьской революции, а её автор был обвинён в попытке подмены ленинизма троцкизмом. Троцкий подал в отставку с постов народного комиссара военно-морских дел и председателя Революционного военного совета.

## «Новая оппозиция»: 1925—1926 годы

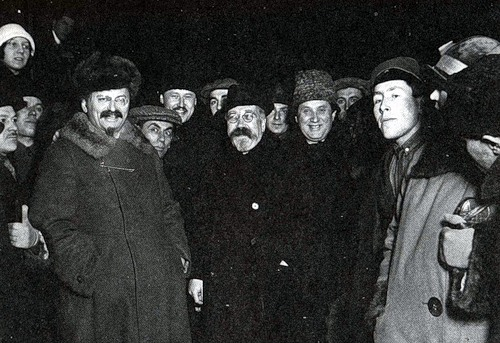
Л. Д. Троцкий, Л. Б. Каменев и Г. Е. Зиновьев. Середина 1920-х годов

В конце апреля 1925 года в Москве состоялась XIV партийная конференция. В докладе председателя Совнаркома СССР Рыкова «О кооперации» и в принятой по нему резолюции провозглашалась принципиально новая политика в деревне, которая предполагала снижение на 40 процентов общей суммы сельскохозяйственного налога, вложение дополнительных государственных средств в систему хозяйственного кредита крестьянам, разрешение найма рабочей силы и сдачи земли в аренду; право участия в различных формах кооперации теперь было предоставлено всем слоям населения, занимающимся сельским хозяйством.
Рыков признавал, что этот поворот в аграрной политике будет неизбежно сопровождаться увеличением батрачества и развитием буржуазных отношений на селе; но при этом заявил, что разделение верхушки деревни на кулака и «зажиточного, богатого крестьянина», «хозяйственного мужика» неправомерно, что такую грань провести невозможно. Все зажиточное крестьянство Рыков объединил понятием «буржуазный слой» и призвал «признать неизбежность при современном восстановительном процессе роста в деревне отношений буржуазного типа». Бухарин охарактеризовал новый курс как «развитие нэпа в деревне, которого до сих пор почти не было».
Одновременно конференция приняла выдвинутую Сталиным ещё в декабре 1924 года «теорию построения социализма в одной стране». В резолюции «О задачах Коминтерна и РКП(б) в связи с расширенным Пленумом ИККИ» резкой критике была подвергнута идея о невозможности построения «полного социалистического общества в такой отсталой стране, как Россия, без „государственной помощи“ (Троцкий) более развитых в технико-экономическом отношении стран»; партия, говорилось в резолюции, «должна прилагать все усилия к тому, чтобы строить социалистическое общество в уверенности, что это строительство может быть и наверняка будет победоносными». Рождение этого тезиса, как считает В. Роговин, было продиктовано логикой борьбы с «троцкизмом».
Объединение всех слоёв зажиточного крестьянства в «буржуазный слой», в котором Зиновьев и Каменев усмотрели завуалированную ставку на кулака, и теория Сталина построения социализма в одной стране окончательно раскололи правящий триумвират, который первую трещину дал ещё летом 1923 года и превращался в фикцию по мере того, как Сталин сближался с Бухариным. В период между XIV конференцией и XIV съездом партии сложилась так называемая «новая оппозиция», или «ленинградская», хотя в её составе было и немало москвичей. Лидерами и активными её участниками также были Григорий Сокольников, Надежда Крупская, Григорий Евдокимов, Пётр Залуцкий, Георгий Сафаров и другие.
Взгляды «новой оппозиции» были сформулированы в т. н. «Платформе четырёх» (Зиновьев, Каменев, Сокольников и Крупская) критиковавшей, в первую очередь, экономический поворот в деревне, внутрипартийный режим — в чём «ленинградцы» солидаризировались теперь с оппозицией 1923 года, а также теорию построения социализма в одной отдельно взятой стране.

## Объединённая оппозиция: 1926—1927 годы
В 1926 году происходит объединение сторонников Троцкого и «Новой оппозиции», а также некоторых бывших участников «Рабочей оппозиции» и группы демократического централизма. Ещё в 1923 году к Левой оппозиции присоединилась так называемая «грузинская оппозиция» во главе с Буду Мдивани, Сергеем Кавтарадзе, Котэ Цинцадзе, Михаилом Окуджавой и Николаем Окуджавой.
13 членов ЦК и ЦКК подписали «Заявление», в котором в очередной раз указывали на бюрократизацию партийного аппарата как на основную причину кризиса, охватившего партию. На июльском и октябрьском пленумах ЦК (1926) объединённая оппозиция также потерпела поражение: большинство поддержало правящую группировку, лидеры оппозиции — Троцкий, Зиновьев и Каменев — были выведены из состава Политбюро.

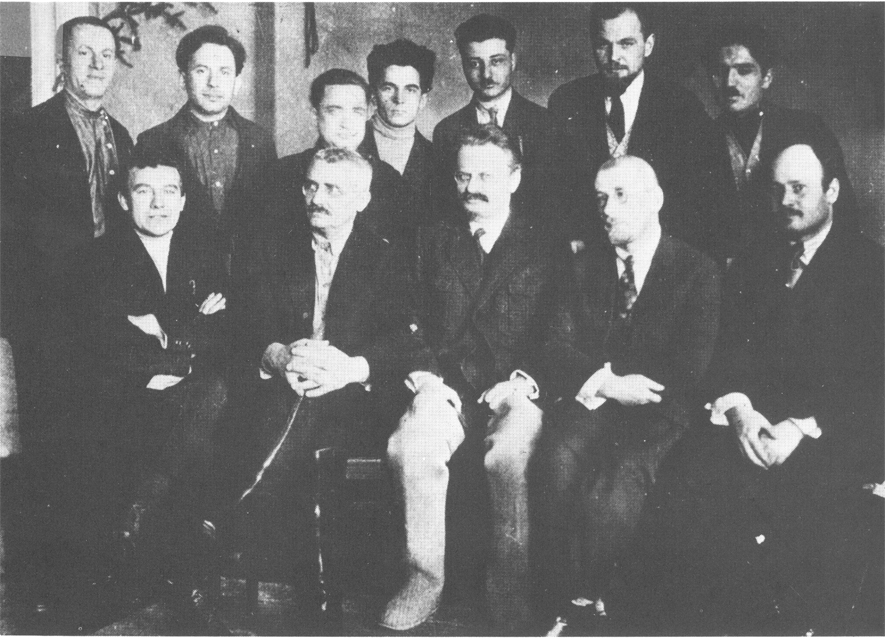
Лидеры Левой оппозиции. В центре (сидят) Иван Смирнов, Лев Троцкий, Ивар Смилга

Осенью 1927 года в партии прошла так называемая «предсъездовская дискуссия»; при этом платформу оппозиции ЦК публиковать отказался (и большинство членов партии было с ней незнакомо); печатать и распространять её приходилось нелегально, — за что многие оппозиционеры ещё до съезда были исключены из партии. Оппозиционеров часто не допускали на партийные собрания, лишая таким образом возможности защищать свою точку зрения. В октябре 1927 года последние члены оппозиции были исключены из Центрального комитета, а Троцкий, Зиновьев и Каменев в ноябре 1927 года — из партии.
Последним публичным выступлением оппозиции стало участие в демонстрациях по случаю 10-летия Октябрьской революции 7 ноября 1927 года в Москве и Ленинграде. Члены Левой оппозиции вышли с собственными лозунгами: «Выполним завещание Ленина!», «Повернём огонь направо — против нэпмана, кулака и бюрократа!», «За подлинную рабочую демократию!», «Против оппортунизма, против раскола — за единство ленинской партии!», «За ленинский Центральный Комитет!», но были разогнаны сотрудниками ОГПУ и красноармейцами.
Численность оппозиции к осени 1927 года не установлена. Историк Алексей Гусев по этому поводу пишет: «Дополнительный свет на вопрос о численности оппозиции проливает эпизод, произошедший на Пленуме ЦК ВКП(б) в ноябре 1928 г. Выступая на нём, Сталин сказал: „Кажется, до четырёх тысяч человек голосовало против нашей платформы во время дискуссии перед XV съездом партии“… После этих слов Сталина из зала прозвучала поправляющая реплика: „Десять тысяч“. Генсек не стал возражать, а согласился с поправкой, заявив: „Я думаю, что если десять тысяч голосовало против, то дважды десять тысяч сочувствующих троцкизму членов партии не голосовало вовсе, так как не пришли на собрания“». Несоответствия в официальных данных отмечает также историк Владислав Шабалин: «По данным С. В. Косиора, который выступал на XV съезде с организационным отчетом ЦК, в ВКП(б) на тот момент было 1 200 000 членов и кандидатов. В дискуссии приняли участие 730 862 человека. Группа коммунистов, которая не приняла участия в дискуссии, была достаточно внушительной — 469 138 человек. Сколько в этой группе сторонников оппозиции? Неизвестно».
В декабре 1927 года XV съезд партии объявил взгляды Левой оппозиции и Троцкого несовместимыми с членством в ВКП(б), после чего из партии были исключены 75 активных членов объединённой оппозиции, а также члены группы Сапронова и Владимира Смирнова. Резолюция съезда «Об оппозиции» поручала ЦК и ЦКК «принять все меры идейного воздействия на рядовых членов троцкистской оппозиции с целью их убеждения при одновременном очищении партии от всех явно неисправимых элементов троцкистской оппозиции». Хотя по официальным данным, в ходе предсъездовской дискуссии за платформу оппозиции проголосовало всего 4120 членов партии (плюс 2676 воздержавшихся от голосования), в общей сложности перед съездом, во время него и после из партии было исключено примерно 8 тысяч оппозиционеров. При этом правящая фракция всеми средствами старалась сохранить в партии оппозиционеров-рабочих.

## Левая оппозиция после 1927 года

Первый номер «Бюллетеня оппозиции (большевиков-ленинцев)» (июль 1929 года)

После исключения из партии Зиновьев, Каменев и большинство их сторонников уже на XV съезде признали свои ошибки и были восстановлены в партии; в оппозиции остались только так называемые «левые зиновьевцы». Однако в тот период Зиновьев и Каменев уже не обладали никаким влиянием внутри партии. В свою очередь, Троцкий и его сторонники, а также отделившиеся от них сторонники Владимира Смирнова и Тимофея Сапронова не отказались от своих взглядов, и в начале 1928 года тысячи оппозиционеров были сосланы в удалённые районы Советского Союза. Многие из них вскоре оказались в политизоляторах. В феврале 1929 года Троцкий был выслан из страны.
С июля 1929 года в Париже издавался «Бюллетень оппозиции (большевиков-ленинцев)». В Бюллетене печатались материалы, анализирующие положение в большевистской партии, причины поражения Левой оппозиции, давалась оценка событий, происходящих в Советском Союзе. Авторами публикаций, кроме Троцкого и его сына Л. Л. Седова, были И. К. Дашковский, Е. А. Преображенский, К. Б. Радек, Х. Г. Раковский, И. Т. Смилга, Л. С. Сосновский, А. Цилига, К. Цинцадзе и многие другие менее известные оппозиционеры. В журнале печаталось также значительное количество анонимных материалов — свидетельства из СССР, рассказы выезжавших за рубеж по служебным делам тайных сторонников оппозиции и письма от разбросанных по разным концам страны оппозиционеров, которые они привозили, публиковались без указания авторства по соображениям конспирации.
В 1930 году зарубежные сторонники Троцкого, исключённые из коммунистических партий, создали Международную левую оппозицию (МЛО), выступая в качестве внешней оппозиции сталинистскому руководству Коминтерна. В 1933 году МЛО стала именоваться Международной коммунистической лигой, которая стала предшественницей Четвёртого интернационала, учреждённого в Париже в 1938 году.
В СССР дальнейшая судьба Левой оппозиции была трагична. Одни, как например Пятаков, Радек, Антонов-Овсеенко, отказались от дальнейшей борьбы, считая её бесперспективной, и даже стали приверженцами «генеральной линии» (что не помешало Сталину их расстрелять). Другие, — в их числе Владимир Смирнов, Тимофей Сапронов и их сторонники и тысячи сторонников Троцкого, — ни разу не покаявшиеся, были осуждены за «контрреволюционную троцкистскую деятельность» («литерная» статья КРТД) и перемещены из ссылок в политизоляторы, в 1935—1936 годах были отправлены в колымские или воркутинские лагеря и, в большинстве, расстреляны там без суда или умерли на самых тяжёлых «общих» работах. Третьи, считая, что в ссылках и тюрьмах невозможно сколько-нибудь эффективно бороться с режимом, в 1929—1930 годах совершили акт покаяния и были восстановлены в партии, но всё равно в большинстве своём стали жертвами Большого террора 1937—38 годов.

### Оппозиция в подполье
На протяжении многих лет в советской историографии господствовало представление об «окончательном разгроме троцкизма» к концу 1927 г. и прекращении активной деятельности левой оппозиции после XV съезда, хотя ни на какие источники, кроме партийных учебников, это представление не опиралось. В последние десятилетия ряд зарубежных (Дж. А. Гетти, П. Бруэ) и отечественных исследователей (в частности, В. З. Роговин, В. В. Шабалин, А. В. Гусев, А. А. Вакуленко) на основе архивных материалов оспаривают это представление. Так, А. В. Гусев пишет: «В действительности, однако, исключение из партии вовсе не положило конец существованию левой оппозиции. Изменился лишь её характер: из внутрипартийных фракций оппозиционные группы троцкистов и „демократических централистов“ фактически превратились в самостоятельные организации. Вынужденные действовать в нелегальных условиях, они продолжали борьбу против партийно-государственного руководства и его политического курса». «Тысячи оппозиционеров, — пишет А. А. Вакуленко, — развернули подпольную политическую деятельность в ссылках и изоляторах, прибегая в том числе и к агитации в среде сочувствующих».
Не отказались от продолжения борьбы и многие «капитулянты»: в 1931—1932 годах они входили в подпольную организацию Ивана Смирнова. В их числе были Евгений Преображенский, Ивар Смилга, Сергей Мрачковский, Вагаршак Тер-Ваганян, Николай Окуджава и многие другие известные оппозиционеры. Организация установила связь как с редакцией «Бюллетеня оппозиции», так и с ссыльными оппозиционерами; по данным ОГПУ, в ней состояло свыше 200 человек; но в 1933 году 89 членов организации во главе с самим Смирновым были арестованы; 41 оппозиционера Особое совещание осудило на лишение свободы сроком от 3 до 5 лет, а ещё 45 были направлены в ссылку сроком на 3 года, — организация фактически распалась.
В 1932 году в партии существовала также группа «левых зиновьевцев» во главе с Георгием Ивановичем Сафаровым.
Левая оппозиция постоянно меняла свой состав и численность: одни покидали её — приходили другие, не только молодые коммунисты и комсомольцы, но и бывшие сторонники Сталина, разочаровавшиеся в его политике. Варьировались и взгляды оппозиционеров на некоторые частные вопросы. В начале 30-х годов с левой оппозицией сблизились многие непримиримые «правые», не отрёкшиеся от своих взглядов после капитуляции лидеров, в партии возникали «лево-правые» образования: С. И. Сырцова — В. В. Ломинадзе, позже группа В. В. Ломинадзе — Л. Шацкина — Э. Стэна.

## Состав оппозиции
Леонид Наумов в своей работе «Сталин и НКВД» приводит статистические данные о составе лиц, репрессированных в период 15 мая — 26 июня 1937 года. Эти данные имеют разбивку осуждённых по политическим группам.
В соответствии с этими данными, «троцкисты» отличаются демократичным социальным составом. Среди них относительно много, до 20 %, рабочих. В национальном отношении наблюдается значительная пестрота (евреи, латыши, немцы и др.) при огромном, порядка двух третей, славянском большинстве. Особенностью «левых» является значительное количество молодёжи. До 41 % репрессированных в 1937 году «троцкистов» родились уже в XX векестр. 65.